# Tuckerman Hall
Tuckerman Hall és una sala de concerts a Worcester, Massachusetts. Va ser construït el 1902, per l'arquitecte Josephine Wright Chapman, en estil neoclàssic i restaurat el 1999. És la seu de l'Orquestra Simfònica de Massachusetts, encara que actualment té altres usos com sala de casaments, recepcions i altres esdeveniments.

## Història
L'edifici va ser construït per a l'ús del Worcester Woman's Club en 1902. Es diu així per Elizabeth Tuckerman, l'àvia de Stephen Salisbury III, que va donar la terra, perquè dispossara d'ella lliurement el Museu d'Art de Worcester.
El 3 de març de 1980, Tuckerman Hall es va registrar al Registre Nacional de Llocs Històrics.
El 4 d'octubre de 2000, Tuckerman Hall va ser declarat Projecte Oficial de Save America's Treasures.